# おノロケ
『おノロケ』（おのろけ）は、2012年4月18日から9月19日までフジテレビ系列で放送されたバラエティ番組。

## 概要
毎回一般視聴者の夫婦やカップルを公募により数組程度招き、夫婦の恋愛感についてざっくばらんに話してもらい、ゲストの著名人らがその「お惚気（のろけ）」について、イラついた時に夫婦らに「おノロケボール」（パイロット版では普通の丸型ボール、レギュラー版はハート型ボール）というのを投げ入れる。これを最も多く獲得した夫婦に海外旅行をプレゼントするというトーク番組である。
2012年1月4日（13:00～14:00）にパイロット版を経て、レギュラー番組として放送。なお、パイロット版の司会は今田耕司・村上健志（フルーツポンチ）だった。

## 出演者
MC
- 後藤輝基（フットボールアワー）
- 生田竜聖（フジテレビアナウンサー）

レギュラー
- ハイヒールリンゴ（ハイヒール）

※3名ともフジテレビのレギュラー番組は初主演であるが、特にリンゴは在京民放テレビ局制作番組でも初レギュラーになる（NHK総合ではハイヒールのコンビで1994 - 1996年に「バラエティー ざっくばらん」。2005 - 2008年に「金曜バラエティー」にレギュラー出演していたことがある）。

## 放送休止
- 2012年5月2日 - 『ピカルの定理スペシャル』のため
- 2012年7月4日 - 『ザ・ベストハウス123スペシャル』のため
- 2012年7月11日 - 『桑田佳祐の音楽寅さん 〜MUSIC TIGER〜スペシャル』のため
- 2012年7月18日 - 『国際親善試合 サッカーU-23日本代表×U-23ベラルーシ代表』のため
- 2012年7月25日 - 『ピカルの定理スペシャル』のため

## ネット局と放送時間

### パイロット版
| 放送対象地域 | 放送局          | 系列           | 放送日時                   | 遅れ   |
| ------------ | --------------- | -------------- | -------------------------- | ------ |
| 関東広域圏   | フジテレビ (CX) | フジテレビ系列 | 2012年1月4日 13:00 - 14:00 | 制作局 |

### レギュラー版
| 放送対象地域   | 放送局                   | 系列           | 放送日時           | 遅れ       |
| -------------- | ------------------------ | -------------- | ------------------ | ---------- |
| 関東広域圏     | フジテレビ (CX)          | フジテレビ系列 | 水曜 23:00 - 23:30 | 制作局     |
| 北海道         | 北海道文化放送 (uhb)     | フジテレビ系列 | 水曜 23:00 - 23:30 | 同時ネット |
| 岩手県         | 岩手めんこいテレビ (mit) | フジテレビ系列 | 水曜 23:00 - 23:30 | 同時ネット |
| 宮城県         | 仙台放送 (OX)            | フジテレビ系列 | 水曜 23:00 - 23:30 | 同時ネット |
| 秋田県         | 秋田テレビ (AKT)         | フジテレビ系列 | 水曜 23:00 - 23:30 | 同時ネット |
| 山形県         | さくらんぼテレビ (SAY)   | フジテレビ系列 | 水曜 23:00 - 23:30 | 同時ネット |
| 福島県         | 福島テレビ (FTV)         | フジテレビ系列 | 水曜 23:00 - 23:30 | 同時ネット |
| 新潟県         | 新潟総合テレビ (NST)     | フジテレビ系列 | 水曜 23:00 - 23:30 | 同時ネット |
| 長野県         | 長野放送 (NBS)           | フジテレビ系列 | 水曜 23:00 - 23:30 | 同時ネット |
| 静岡県         | テレビ静岡 (SUT)         | フジテレビ系列 | 水曜 23:00 - 23:30 | 同時ネット |
| 富山県         | 富山テレビ (BBT)         | フジテレビ系列 | 水曜 23:00 - 23:30 | 同時ネット |
| 石川県         | 石川テレビ (ITC)         | フジテレビ系列 | 水曜 23:00 - 23:30 | 同時ネット |
| 福井県         | 福井テレビ (FTB)         | フジテレビ系列 | 水曜 23:00 - 23:30 | 同時ネット |
| 中京広域圏     | 東海テレビ (THK)         | フジテレビ系列 | 水曜 23:00 - 23:30 | 同時ネット |
| 近畿広域圏     | 関西テレビ (KTV)         | フジテレビ系列 | 水曜 23:00 - 23:30 | 同時ネット |
| 島根県・鳥取県 | 山陰中央テレビ (TSK)     | フジテレビ系列 | 水曜 23:00 - 23:30 | 同時ネット |
| 岡山県・香川県 | 岡山放送 (OHK)           | フジテレビ系列 | 水曜 23:00 - 23:30 | 同時ネット |
| 広島県         | テレビ新広島 (TSS)       | フジテレビ系列 | 水曜 23:00 - 23:30 | 同時ネット |
| 愛媛県         | テレビ愛媛 (EBC)         | フジテレビ系列 | 水曜 23:00 - 23:30 | 同時ネット |
| 高知県         | 高知さんさんテレビ (KSS) | フジテレビ系列 | 水曜 23:00 - 23:30 | 同時ネット |
| 福岡県         | テレビ西日本 (TNC)       | フジテレビ系列 | 水曜 23:00 - 23:30 | 同時ネット |
| 佐賀県         | サガテレビ (STS)         | フジテレビ系列 | 水曜 23:00 - 23:30 | 同時ネット |
| 長崎県         | テレビ長崎 (KTN)         | フジテレビ系列 | 水曜 23:00 - 23:30 | 同時ネット |
| 熊本県         | テレビくまもと (TKU)     | フジテレビ系列 | 水曜 23:00 - 23:30 | 同時ネット |
| 鹿児島県       | 鹿児島テレビ (KTS)       | フジテレビ系列 | 水曜 23:00 - 23:30 | 同時ネット |
| 沖縄県         | 沖縄テレビ (OTV)         | フジテレビ系列 | 水曜 23:00 - 23:30 | 同時ネット |
| 山口県         | テレビ山口 (Tys)         | TBS系列        | 不定期             | 不定期     |

## スタッフ
※レギュラーより。エンドロールのテロップの色では男性が青、女性がピンク。
- 構成／くらなり、大井達朗、田中大祐、杉本みな子
- 美術制作／井上明裕（フジテレビ）
- デザイン／邨山直也（フジテレビ）
- 美術進行／内山高太郎
- 大道具／小林秀二
- アクリル装飾／犬塚健
- 電飾／田上淳子
- 生花装飾／山寺由美
- メイク／山田かつら
- CG／岡本英士
- タイトルデザイン／千代祥子
- SW／坂本淳一
- CAM／横山大輔
- VE／大塚高矢、田中昭博
- 音声／吹野真穏
- 照明／谷口明美
- マルチ／大高貢
- 編集／青木秀幸
- MA／駒井仁、渡邊優久
- 音響効果／石崎野乃（J-WORKS）
- TK／楮本眞澄
- リサーチャー／村上和広、吉田真理子、窪田華林、渡辺桃子
- 技術協力／八峯テレビ、FLT、IMAGICA、マルチバックス
- 協力／イン・ザ・ガール
- 制作協力／SPINGLASS、フォーミュレーション、スコープ
- 編成／髙木明梨須（フジテレビ）
- 広報／瀬田裕幸（フジテレビ）
- デスク／佐熊礼子
- AD／後藤めぐみ、小西祐介、清塚麻理乃
- FD／清水優司
- ディレクター／高橋正尚（フジテレビ）、伊藤嘉彦・市村智哉（アズバーズ）、黒澤寛
- プロデューサー／増谷秀行（SPINGLASS）、倉科知美（フジテレビ）
- 演出／宮崎鉄平（フジテレビ）
- チーフプロデューサー／坪井貴史（フジテレビ）
- 制作／フジテレビバラエティ制作センター
- 制作著作／フジテレビ

### 過去のスタッフ
- 編成／瀧澤航一郎（フジテレビ）
- 広告宣伝／平井隆（フジテレビ）